# Природно-ресурсний потенціал
Приро́дно-ресу́рсний потенціа́л (ПРП) — сукупність природних ресурсів, що використовуються (фактично або потенційно) в господарстві. Сума потенціалів окремих видів ресурсів.

## Сутність природно-ресурсного потенціалу та його структура
Природно-ресурсний потенціал — важливий фактор розміщення продуктивних сил, який включає природні ресурси і природні умови. Відповідно до найбільш поширеного трактування під природними ресурсами розуміють тіла й сили природи, які за певного рівня розвитку продуктивних сил можуть бути використані для задоволення потреб людства. 
Природні ресурси — це сукупність компонентів природи, які на даному рівні розвитку виробничих сил використовуються або можуть бути використані для задоволення матеріальних та духовних потреб людини і суспільства в цілому. 
Природні умови — це тіла й сили природи, які мають істотне значення для життя і діяльності суспільства, але не беруть безпосередньої участі у виробничій і невиробничій діяльності людей. 
Такий поділ є до певної міри умовним, оскільки окремі компоненти можуть виступати і як ресурси, і як умови. До основних компонентів природно-ресурсного потенціалу відносять: географічне положення, кліматичні умови, особливості рельєфу та розміщення ресурсного потенціалу.
Складові частинами характеристики ресурсів:
- розміщення природних ресурсів — від окремих їхнів видів до природно-ресурсного потенціалу території в цілому;
- забезпеченість ресурсами окремих галузей господарства;
- аналіз природних ресурсів як чинника формування господарської спеціалізації та просторової організації території;
- прогнозування природно-ресурсної бази господарства;
- шляхи оптимізації використання, охорона й відтворення природних ресурсів.

Розрізняють компонентну, функціональну, територіальну і організаційну структури природно-ресурсного потенціалу . Компонентна структура характеризує внутрішньо- та міжвидові співвідношення природних ресурсів (земельних, водних, лісових тощо); територіальна — різні форми просторової дислокації природно-ресурсних комплексів; організаційна — можливості відтворення та ефективної експлуатації природних ресурсів. Функціональна структура природно-ресурсного потенціалу відображає вплив природних ресурсів на формування спеціалізації територій та певних господарських комплексів.
Природно-ресурсний потенціал є багатокомпонентним. Виділяють такі його складові: мінеральні, земельні, водні, лісові, біологічні, рекреаційні, кліматичні та космічні ресурси. За ознакою вичерпності природних ресурсів, яку нерідко називають екологічною класифікацією, вони поділяються на групи: невичерпні, до яких належать сонячна радіація, енергія води, вітру тощо; вичерпні відновлювані: ґрунтовий покрив, водні ресурси, лікувальні грязі, рослинне паливо тощо; вичерпні невідновлювані: мінеральна сировина, природні будівельні матеріали.

## Основні методики оцінки природних факторів
Існують різні підходи щодо оцінки природних факторів. Проте, найголовнішим має бути відображення взаємозв'язку між природою і людиною. Тому найдоречнішою буде методика, що використовується у країнознавстві. У ній суб'єктно-об'єктні взаємозв'язки формують наступні системи оцінок:
- природний комплекс – технічна система (технологічна оцінка);
- природний комплекс – економіка (економічна оцінка);

- природний комплекс – людина (медико-біологічні, соціально-екологічні, естетичні, рекреаційні оцінки).

Специфіка урахування результатів поелементних і покомпонентних оцінок природи, отриманих різними науками полягає у пошуку узагальнювальних синтетичних результатів, що дають загальну картину, та з метою виявлення компонентів та елементів природи, які визначають можливості розвитку і природної своєрідності території з визначенням залежності видів і напрямів суспільного розвитку в залежності від певних властивостей природи.
Велике значення, особливо у країнознавстві, має комплексний підхід, що реалізується в оціночних роботах на комплексній основі. При цьому необхідно враховувати межі можливого використання ресурсів, перевищення яких  призведе до втрати природними комплексами здатності до відновлення ресурсів та саморегуляції.  Також при оцінці варто враховувати функції природних комплексів з утворення середовища, в іншому випадку їх раціональне використання унеможливлюється. Під «раціональним  використанням» розуміється отримання економічного ефекту при збереженні усіх якостей довкілля, що будуть оптимальними для користування  сьогоденного і наступних поколінь. Тобто, раціональністю природокористування є поєднання економічної, соціальної і екологічної ефективності.

### Дослідження природи країни
Головним принципом дослідження природи країни вважається принцип «від загального до часткового». Мається на увазі, що перед тим, як перейти безпосередньо до вивчення окремих компонентів природи країни, варто проаналізувати загальну фізико-географічну структуру країни: зональність, висотна поясність, ландшафтне районування.
Зворотній напрям дослідження  — «від часткового до загального» хоча і є менш важливим, проте за допомогою нього можна дослідити контрастність фізико-географічних умов і територіальної диференціації ресурсного потенціалу, що за наявності інших рівних умов значно впливає на географічний поділ праці.

## Характеристика природно-ресурсного потенціалу України та її регіонів
Мінерально-сировинні ресурси. Під мінеральними ресурсами розуміють сукупність різних видів корисних копалин, які можуть бути використані за сучасного рівня розвитку продуктивних сил. За характером використання мінеральні ресурси поділяються на групи: паливно-енергетичні, рудні й нерудні. На їх базі розвиваються такі важливі галузі промислового виробництва, як чорна і кольорова металургія, електроенергетика, машинобудування, хімічна промисловість та ін.
У структурі паливних ресурсів України домінує кам'яне і буре вугілля, запаси якого за категоріями А + В + СІ станом на 1997 р. становлять 45,7 млрд т і є цілком достатніми для забезпечення власних потреб. Основні запаси кам'яного вугілля зосереджені в Донецькому і Львівсько-Волинському басейнах; бурого вугілля — переважно в Дніпровському басейні.
В Україні виявлено 307 родовищ нафти і газу, які зосереджені переважно на північному сході країни, у Прикарпатті і Причорномор'ї. Початкові розвідані запаси становили понад 3,4 млрд т умовного палива. Ступінь виснаження розвідних запасів становить понад 60%. Водночас значним резервом є майже 5 млрд т умовного палива ще не розвіданих запасів. За існуючими оцінками ресурси нафти і природного газу в Україні дозволяють збільшити їх видобуток майже вдвічі. Крім того, на Державному балансі запасів знаходиться 127 родовищ метану вугільних родовищ.
На території України розміщено понад 1,5 тис. родовищ торфу, що зосереджені переважно у Волинській, Рівненській, Житомирській, Київській, Чернігівській, Черкаській, Хмельницькій, Сумській та Львівській областях.
Загальні запаси залізних руд України за категоріями А + В + С, оцінюються в 27,4 млрд т, а прогнозовані — у 20 млрд т. Основні родовища зосереджені в Криворізькому та Кременчуцькому басейнах, Білозерському залізорудному районі та Керченському. Країна посідає одне з провідних місць у світі за запасами марганцю, які становлять 2,28 млрд т.
Україна має певні запаси руд кольорових металів. Запаси нікелю невеликої потужності зосереджені у Вінницькій, Кіровоградській та Дніпропетровській областях; ртуті — у Донбасі і Закарпатті; титану — в Житомирській, Київській, Черкаській, Дніпропетровській областях, на узбережжі Чорного та Азовського морів; бокситів — у Дніпропетровській області; алунітів — у Закарпатті; нефелінів — у Приазов'ї. Унікальні родовища сировини для отримання ряду рідкісних і рідкісноземельних елементів розташовані у Житомирському Поліссі та в Приазов'ї. Розробку золоторудного родовища розпочато в Закарпатті.
Україна багата на неметалічні корисні копалини, серед яких: кухонна сіль, самородна сірка, вогнетривкі глини, високоякісний каолін, облицювальний камінь тощо. Великі запаси калійно-магнієвих солей (близько 2,7 млрд т) зосереджені в Івано-Франківській та Львівській областях.
Проблеми щодо раціонального використання мінерально-сировинних ресурсів України полягають у важковидобувному характері значної частини ресурсів, виснаженості найякіснішої частини запасів, обмеженні обсягів фінансування геологорозвідувальних робіт тощо. У перспективі здійснюватиметься розвідка нових для України корисних копалин — золота, міді, хрому, свинцю, цинку, молібдену, рідкісноземельних металів, фосфоритів тощо. Це дасть змогу за існуючими прогнозними оцінками збільшити експортні можливості вітчизняної мінерально-сировинної бази у 1,5—2 рази та скоротити імпорт сировини на 60—70% (без урахування вуглеводнів) .